# Friedrich II. von Berg
Friedrich von Berg (* um 1120?; † 15. Dezember 1158 bei Pavia) war als Friedrich II. von 1156 bis 1158 Erzbischof des Erzbistums Köln.

## Leben
Er war ein Sohn des Grafen Adolf II. von Berg (* um 1095; † 1160–1170) und dessen zweiter Ehefrau Irmgard (?), einer Tochter des Engelbert von Schwarzenburg und Nichte des Kölner Erzbischofs Friedrich I. von Schwarzenburg. Er war ein Bruder von Erzbischof Bruno III. von Berg, ein Neffe des Erzbischofs Bruno II. von Berg und ein Onkel von Erzbischof Engelbert I. von Köln.
Dem Kölner Domkapitel angehörend, war Friedrich von 1140 bis 1156 auch Propst von St. Georg in Köln. 1150 in strittiger Wahl zum Bischof von Utrecht gewählt, wurde diese von Konrad III. nicht angenommen und Friedrich als Bischof nicht bestätigt. Die Bischöfe Albrecht I. von Meißen und Otto von Freising waren eigens angereist, um ihn darin zu unterstützen, sich gegen Hermann von Horn durchzusetzen.
Im Mai 1156 kam es auch in Köln zu einer strittigen Bischofswahl. Während das Priorenkolleg den Bonner Propst Gerhard von Are wählte, wählten die jüngeren Domherren Friedrich von Berg zum Erzbischof. Schließlich stritten sich die beiden Parteien drei Tage vor dem Kaiser Friedrich I. Barbarossa in Nürnberg, der seine Entscheidung dann auf einen neuen Tag in Regensburg verlegte. Hier bestätigte er ihn als neuen Erzbischof von Köln, verlieh ihm sogleich die Regalien und sandte ihn unmittelbar zur Bischofsweihe nach Rom, wo er 1157 auch von Papst Hadrian IV. bestätigt wurde.
Friedrich galt als ein gebildeter Mann, der durch seine Freundlichkeit und Liebenswürdigkeit die Herzen vieler Menschen gewonnen hat. So schreibt das Xantener Totenbuch über ihn, dass er ein Fürst von höchster Menschlichkeit war.
Er stand zeitlebens treu zum Kaiser und begleitete ihn auf dem Zweiten Italienzug. Auf ihm starb er am 15. Dezember 1158 bei Pavia an den Folgen eines unglücklichen Sturzes vom Pferd. Er wurde im Kloster Altenberg bestattet.